# Davide Astori
Davide Astori (San Giovanni Bianco, 7. siječnja 1987. – Udine, 4. ožujka 2018.), bio je talijanski nogometaš i reprezentativac te kapetan Fiorentine. 
Umro je prije prvenstvene utakmice svoje Fiorentine u Udinama,  4. ožujka 2018. i to u snu. Obdukcija Astorijeva tijela na kraju je pokazala da je bila riječ o bradikardiji, točnije Astorijevo srce usporilo je s radom, a potom stalo samo od sebe. Neslužbeni izvori govore kako je uzrok iznenadne smrti samoubojstvo no, to je ubrzo demantirano.

## Igračka karijera
Karijeru je započeo 2008. godine u Milanu, a nakon toga je nastupao i za Cagliari, a od 2015. nastupao je za Fiorentinu čiji je bio i kapetan do smrti. Kapetansku vrpcu nakon Astorijeve smrti preuzeo je hrvatski reprezentativac Milan Badelj. 

## Iznenadna smrt
Dana 4. ožujka 2018. pred zoru, Astori je umro u snu zbog bradikardije (usporavanja rada srca), pa je posljedica tome bio iznenadan zastoj srca.